# Campeonato de España de Ciclismo en Ruta 1948
El XLVII Campeonato de España de Ciclismo en Ruta se disputó en Madrid el 6 de junio de 1948 sobre un recorrido de 150 kilómetros con seis vueltas al circuito de la Cuesta de Las Perdices en formato de contrarreloj.   
El ganador fue el corredor Bernardo Ruiz que se colocó líder a partir de la quinta vuelta. Antonio Gelabert y Julián Berrendero completaron el podio.  

## Clasificación final
| Pos. | Ciclista           | Equipo | Tiempo    |
| ---- | ------------------ | ------ | --------- |
| 1.   | Bernardo Ruiz      | -      | 4h 02'10" |
| 2.   | Antonio Gelabert   | -      | a 2'55"   |
| 3.   | Julián Berrendero  | -      | a 4'11"   |
| 4.   | Víctor Ruiz        | -      | a 5'54"   |
| 5.   | Dalmacio Langarica | -      | a 10'09"  |
| 6.   | Miguel Gual        | -      | a 10'14"  |
| 7.   | Antonio Martín     | -      | a 12'40"  |
| 8.   | Félix Vidaurreta   | -      | a 22'55"  |
| -    | Bernardo Capó      | -      | s.c.      |